# 東根村 (山形県)
東根村（ひがしねむら）は、かつて山形県西置賜郡にあった村。
なお現存の同県東根市（旧北村山郡東根村）とは無関係。

## 沿革
- 1889年（明治22年）4月1日 - 町村制施行に伴い西置賜郡畔藤村、広野村、浅立村が合併し、東根村が発足。
- 1954年（昭和29年）10月1日 - 西置賜郡荒砥町、蚕桑村、鮎貝村、十王村、白鷹村と合併し、白鷹町となり消滅。